# Fort Przyczółek Mostowy w Toruniu
Fort Przyczółek Mostowy w Toruniu – fort położony w lewobrzeżnej części Torunia, na Stawkach przy ul. Podgórskiej 6/10. Został zbudowany w latach 1824–1828. Miał on za zadanie chronić most drewniany, następnie dworzec Toruń Główny. Na terenie Fortu w 1827 roku (według innego źródła w 1825 roku) powstał pomnik austriackiego pułkownika Franza Bruscha von Neuberga. Część terenu Fortu oddzielono na rzecz budowy dworca kolejowego Toruń Główny.
Najstarszą zachowaną częścią fortyfikacji jest długi mur ze strzelnicami od strony ul. Podgórskiej. Głęboka fosa i kaponiera mieściły się na terenie, gdzie znajduje się obecnie Park Tysiąclecia. W 1888 roku wzmocniono betonem przykrycie górne. Stoki zalesiono. W pochodzących z pocz. XX wieku tzw. „domach familijnych”, gdzie przebywały kadry oficerskie, mieścił się zakład Lacpol Toruń, produkujący sery topione (fabrykę zamknięto w 2022 roku). W latach 20. XX wieku w forcie znajdował się zakład mundurowy i stacja wyżywienia dla transportów wojskowych. Na przełomie 1981 i 1982 roku na murze powstały napisy, stanowiące protest przeciwko totalitarnej władzy komunistycznej w Polsce. Napisy w 2020 roku zostały wpisane do rejestru zabytków.
Fort figuruje w gminnej ewidencji zabytków (nr 288).